# By (Avesta)
By lub By kyrkby – småort (miejscowość) w Szwecji, w regionie Dalarna, w gminie Avesta.
W miejscowości tej znajduje się zabytkowy kościół.